# جيش جمهورية كوريا
جيش جمهورية كوريا  ((هانغل: 대한민국 육군; هانجا: 大韓民國 陸軍)) هو جيش كوريا الجنوبية، وهو أكبر فروع القوات المسلحة الكورية الجنوبية وتقدر اعداد الجيش ب506،000 جندي (إحصاء 2012).

## وصلات خارجية
- وزارة الدفاع الوطني (الكورية)
- وزارة الدفاع الوطني (إنجليزي)
- جمهورية كوريا جيش (الكورية)
- جمهورية كوريا جيش (إنجليزي)
- بحرية جمهورية كوريا (الكورية)
- بحرية جمهورية كوريا (إنجليزي)
- جمهورية كوريا سلاح الجو (الكورية)
- جمهورية كوريا سلاح الجو (إنجليزي)
- جمهورية كوريا سلاح مشاة البحرية (الكورية)
- جمهورية قوات محفوظة كوريا نسخة محفوظة 16 يناير 2012 على موقع واي باك مشين. (الكورية)
- جمهورية كوريا هيئة الأركان المشتركة نسخة محفوظة 26 يوليو 2012 على موقع واي باك مشين. (الكورية)
- إدارة القوى العاملة العسكرية (الكورية)
- إدارة القوى العاملة العسكرية (إنجليزي)